# Tritheledontidae
De Tritheledontidae, ook wel ictidosauriërs genoemd, zijn een familie van kleine tot middelgrote (ongeveer 10 tot 20 centimeter lang) cynodonten uit het Laat-Trias tot Midden-Jura. Fossiele resten ervan zijn gevonden in Afrika en Zuid-Amerika. Het waren zeer zoogdierachtige, gespecialiseerde cynodonten, hoewel ze nog enkele reptielachtige anatomische kenmerken behielden. Tritheledontiden waren voornamelijk carnivoor of insectivoor, hoewel sommige soorten omnivoor kunnen zijn geweest. Uit hun skelet blijkt dat ze nauw verwant waren aan zoogdieren. Uit de tritheledontiden of hun naaste verwanten kunnen de zoogdiervormen zijn ontstaan. De tritheledontiden waren een van de langst levende therapside lijnen zonder zoogdieren, die leefden van het Laat-Trias tot het Jura. De tritheledontiden stierven uit in het Jura, mogelijk door concurrentie met prehistorische zoogdieren zoals de eutriconodonten. Ze zijn bekend van vondsten in Zuid-Amerika en Zuid-Afrika, wat erop wijst dat ze mogelijk alleen op het supercontinent Gondwana leefden. De familie Tritheledontidae werd in 1912 benoemd door de Zuid-Afrikaanse paleontoloog Robert Broom. De familie wordt vaak verkeerd gespeld als 'Trithelodontidae'.
Het is mogelijk dat tritheledontidae trilharen hadden, volgens de PBS documentaire Your Inner Fish. De gemeenschappelijke voorouder van alle therische zoogdieren bezat deze trilharen. Het is mogelijk dat de ontwikkeling van het zintuiglijke systeem van de snorharen een belangrijke rol speelde in de ontwikkeling van zoogdieren in het algemeen.

## Kenmerken
Cynodonten uit deze groep hebben veel zoogdierachtige kenmerken in hun skelet. De Tritheledonta vormen samen met de Tritylodontidae en de zoogdieren de Mammaliamorpha. Ictidosauriërs waren kleine, lichtgebouwde carnivoren of insectivoren.

## Fossielen
De groep is het vooral bekend uit het Norien en Rhaetien van Zuid-Amerika. Verder zijn ook fossielen gevonden in de Stormberg Series in Zuid-Afrika, daterend uit het Sinemurien. 

## Ontwikkeling
In het verleden werd de Tritheledonta wel gezien als afstammelingen van de bauriamorphen vanwege bepaalde primitieve eigenschappen van de schedel. Dit bekende dat mogelijk twee groepen zich hadden ontwikkeld richting zoogdier, enerzijds vanuit de geavanceerde therocephaliërs via de trithelodonten en anderzijds vanuit de cynodonten. Uit andere anatomische kenmerken bleek uiteindelijk echter dat de Tritheledonta wel degelijk cynodonten waren. De mogelijkheid dat de bauriamorphen zich ontwikkelden tot zoogdieren is tegenwoordig volledig verworpen.